# Germont
 Germont  es una población y comuna francesa, en la región de Champaña-Ardenas, departamento de Ardenas, en el distrito de Vouziers y cantón de Le Chesne.
Está integrada en la Communauté de communes de l'Argonne Ardennaise.

## Demografía
| 141 | 144 | 154 | 146 | 185 | 183 | 195 | 177 | lac. | lac. | 164 | 155 | 138 | 142 | 135 | 120 | 122 | 118 | 94 | 92 | 80 | 75 | 78 | 71 | 52 | 58 | 50 | 61 | 51 | 52 | 51 | 35 | 38 | 40 |
| Para los censos de 1962 a 1999 la población legal corresponde a la población sin duplicidades (Fuente: INSEE [Consultar]) |     |     |     |     |     |     |     |      |      |     |     |     |     |     |     |     |     |    |    |    |    |    |    |    |    |    |    |    |    |    |    |    |    |